# Johannes Wilhelm Wendel Illig
Johannes Wilhelm Wendel Illig (* 6. Juni 1806 in Nieder-Ramstadt; † 7. Februar 1870 in Ebersbach) war ein deutscher Papierfabrikant und hessischer Landtagsabgeordneter.
Johannes Wilhelm Wendel Illig war der Sohn des Papierfabrikanten Johann Christian Illig (1780–1842) und dessen Frau Anna Christine geborene Schemel (1779–1845). Johannes Wilhelm Wendel Illig der evangelischer Konfession war, heiratete am 21. Januar 1833 in Nieder-Ramstadt Anna Elisabeth geborene Walter (1801–1851).
Er war Inhaber der Illigschen Papierfabrik in Nieder-Ramstadt.
1856 bis 1862 gehörte er für den Wahlbezirk Starkenburg I/Bessungen-Arheilgen der zweiten Kammer der Landstände des Großherzogtums Hessen an.